# Totilas

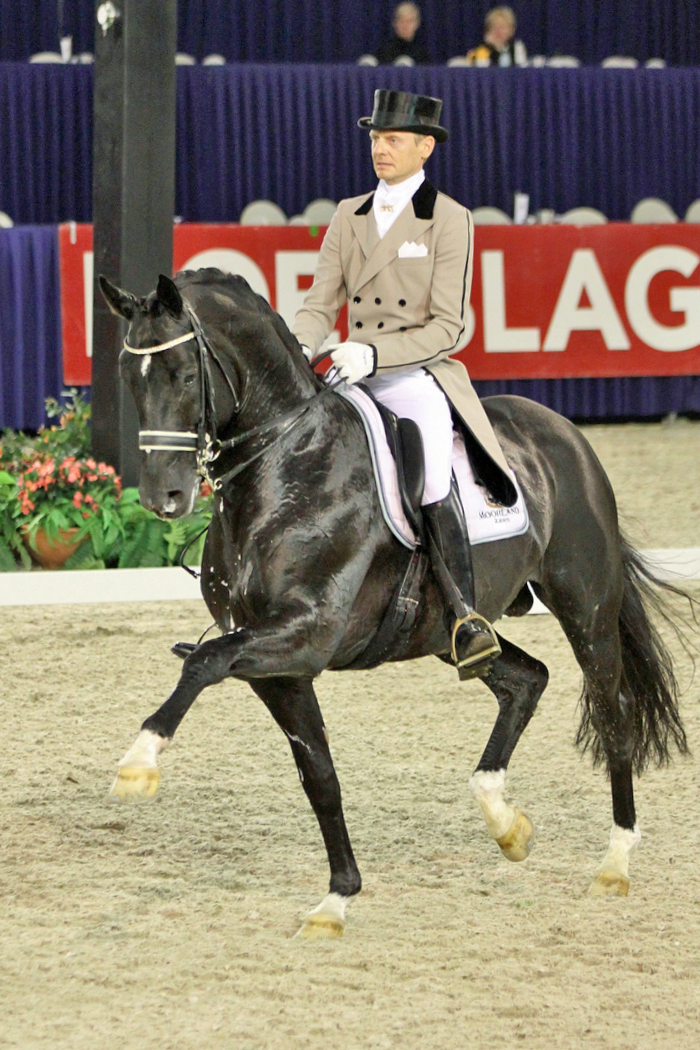
Totilas montato dal suo cavaliere Edward Gal

Totilas, (23 maggio 2000 - 14 dicembre 2020), conosciuto anche dal 2006 al 2011 come Moorlands Totilas, è stato uno stallone approvato KWPN (Olandese a sangue caldo).
Alto 1,75 m al garrese, era considerato uno dei migliori cavalli da dressage al mondo, ed è detentore dei record del mondo sia nelle riprese di dressage classico che nel freestyle (WEG 2010). Fu il primo cavallo nella storia ad aver superato il punteggio di 90 in una gara di dressage, staccando di oltre 10 punti il secondo classificato.
I suoi migliori risultati sono stati ottenuti insieme al suo cavaliere storico Edward Gal.
Nato nel 2000, Totilas venne allevato da Jan K. Schuil e Anna Schuil-Visser in Broeksterwâld (Broeksterwoude), nei Paesi Bassi, dove ricevette la sua formazione di base. Nel 2005, montato da Jiska van den Akker, viene esposto ai Campionati del Mondo 2005 di allevamento per i cavalli giovani a Verden (Germania), dove si distingue come il miglior cavallo dai Paesi Bassi e ottiene il 4º posto nella classifica finale di dressage per cavalli di cinque anni.
Sempre nel 2005, i suoi proprietari contattano Edward Gal proponendogli di allenarlo e gareggiare con lui in competizioni internazionali.
Nel 2006 Cees e Tosca Visser,  sponsor di Edward Gal, lo acquistano per la loro società di investimento, la Moorland BV, e fino al 2011 il cavallo gareggia con il nome di Moorlands Totilas.
È deceduto il 14 dicembre 2020, in seguito ad una colica.